# Ressel Orla

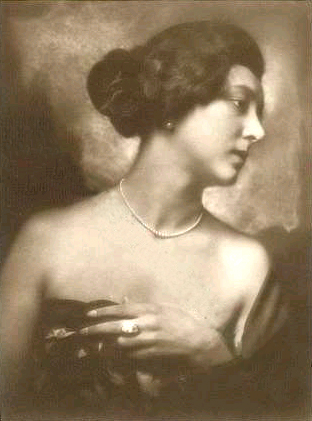
Ressel Orla

Ressel Orla (18 de mayo de 1889 – 23 de julio de 1931) fue una actriz teatral y cinematográfica austriaca, intérprete de algunos de los primeros filmes de Fritz Lang.

## Biografía
Su verdadero nombre era Therese Ochs, y nació en Bolzano, Italia, en aquel momento parte del Imperio austrohúngaro. Inició su carrera artística en 1907 en el Metropol Theater de Hannover. Actriz teatral, trabajó en el Deutschen Theater y en el Schauburg de Hannover. En 1911 actuó en Düsseldorf, y en 1912 en Bad Nenndorf. De nuevo en Berlín, destacó en el Königsstädtische Theater. Orla fue descubierta para el cine por Walter Turszinsky, guionista y director, que escribió Die Firma heiratet, film interpretado, entre otros, por Ernst Lubitsch. El papel más importante de Ressel Orla fue el de Lio Sha en Die Spinnen, un serial de Fritz Lang.
Ressel Orla falleció en 1931 en Berlín, Alemania,a causa de una grave enfermedad por la cual hubo de retirarse de la escena en 1929. Tenía 42 años de edad.

## Filmografía completa
| - Radium, de Rudolf Del Zopp (1913) - Die Firma heiratet, de Carl Wilhelm (1914) - Der Stolz der Firma, de Carl Wilhelm (1914) - Musketier Kaczmarek, de Carl Froelich (1915) - Fürst Seppl, de Carl Froelich (1915) - Ein Wiedersehen in Feindesland, Kriegsepisode aus den heutigen Tagen, de Fritz Freisler (1915) - Der Onkel aus Amerika, de Hans Hyan (1915) - Der Krieg brachte Frieden (1915) - Blindekuh, de Ernst Lubitsch (1915) - Hoffmanns Erzählungen, de Richard Oswald (1916) - Der Sekretär der Königin, de Robert Wiene (1916) - Ein Blatt Papier, de Joe May (1916) - Gräfin Lukani, de Eugen Burg (1917) - Die Faust des Schicksals, de Alwin Neuß (1917) - Genie und Leibe, de Alwin Neuß (1918) - Die Sünde, de Alwin Neuß (1918) - Die Krone des Lebens, de Otto Rippert (1918) - Das Todestelephon (1918) - Das Glück der Frau Beate, de Alwin Neuß y Otto Rippert (1918) - Arme Lena, de Otto Rippert (1918) - Wolkenblau und Flimmerstern, de Josef Coenen y Wolfgang Geiger (1919) - Narrentanz der Liebe, de Arthur Wellin (1919) - Halbblut, de Fritz Lang (1919) - Die Insel der Glücklichen, de Josef Coenen (1919) - Die Spinnen, 1. Teil: Der Goldene See, de Fritz Lang (1919) - Im Banne des Andern, de Rolf Brunner (1920) - Die Schuld des Andern, de Rolf Brunner (1920) | - Die Spinnen, 2. Teil - Das Brillantenschiff, de Fritz Lang (1920) - Die Augen der Welt, de Carl Wilhelm (1920) - Die Wölfin, de Rolf Brunner (1920) - Anständige Frauen, de Carl Wilhelm (1920) - Die Sippschaft, de Carl Wilhelm (1920) - Der langsame Tod, de Carl Wilhelm (1920) - Monte Carlo, de Fred Sauer (1921) - Das Haus der Qualen, de Carl Wilhelm (1921) - Die rote Redoute, de Hanns Kobe (1921) - Hazard, de Frederik Larsen (1921) - Das Mädchen, das wartet, de Frederik Larsen (1921) - Satansketten, de Léo Lasko (1921) - Das Mädel von Picadilly, 1. Teil, de Frederic Zelnik (1921) - Das Mädel von Picadilly, 2. Teil, de Frederic Zelnik (1921) - Pariserinnen, de Léo Lasko (1921) - Lebenshunger, de Johannes Guter (1922) - Die Beute der Erinnyen, de Otto Rippert (1922) - Die Kette klirrt, de Paul L. Stein (1923) - Inge Larsen, de Hans Steinhoff (1924) - Die rote Maus, de Rudolf Meinert (1926) - Frauen, die den Weg verloren, de Bruno Rahn (1926) - Die dritte Eskadron, de Carl Wilhelm (1926) - Die Abenteuer eines Zehnmarkscheines, de Berthold Viertel (1926) - Elternlos, de Franz Hofer (1927) - Das gefährliche Alter, de Eugen Illés (1927) - Es war einmal ein treuer Husar, de Carl Heinz Wolff (1929) - Lockendes Gift, de Fred Sauer (1929) |